# Casilinum

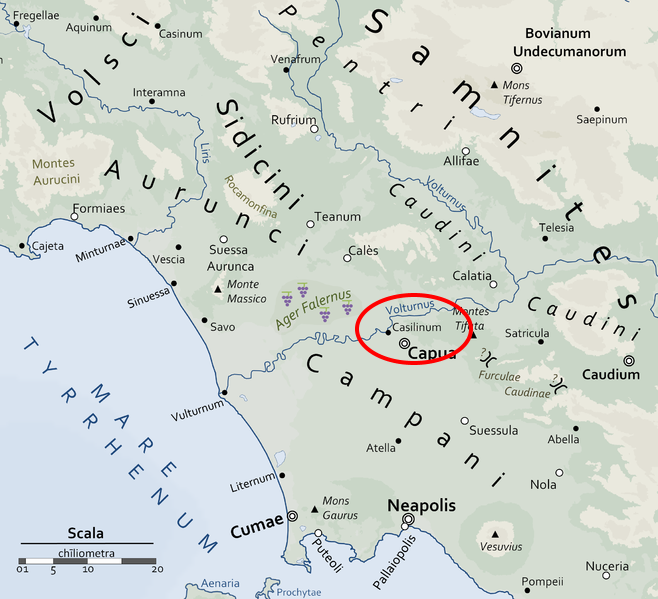
Casilinum aan de rivier Volturnus

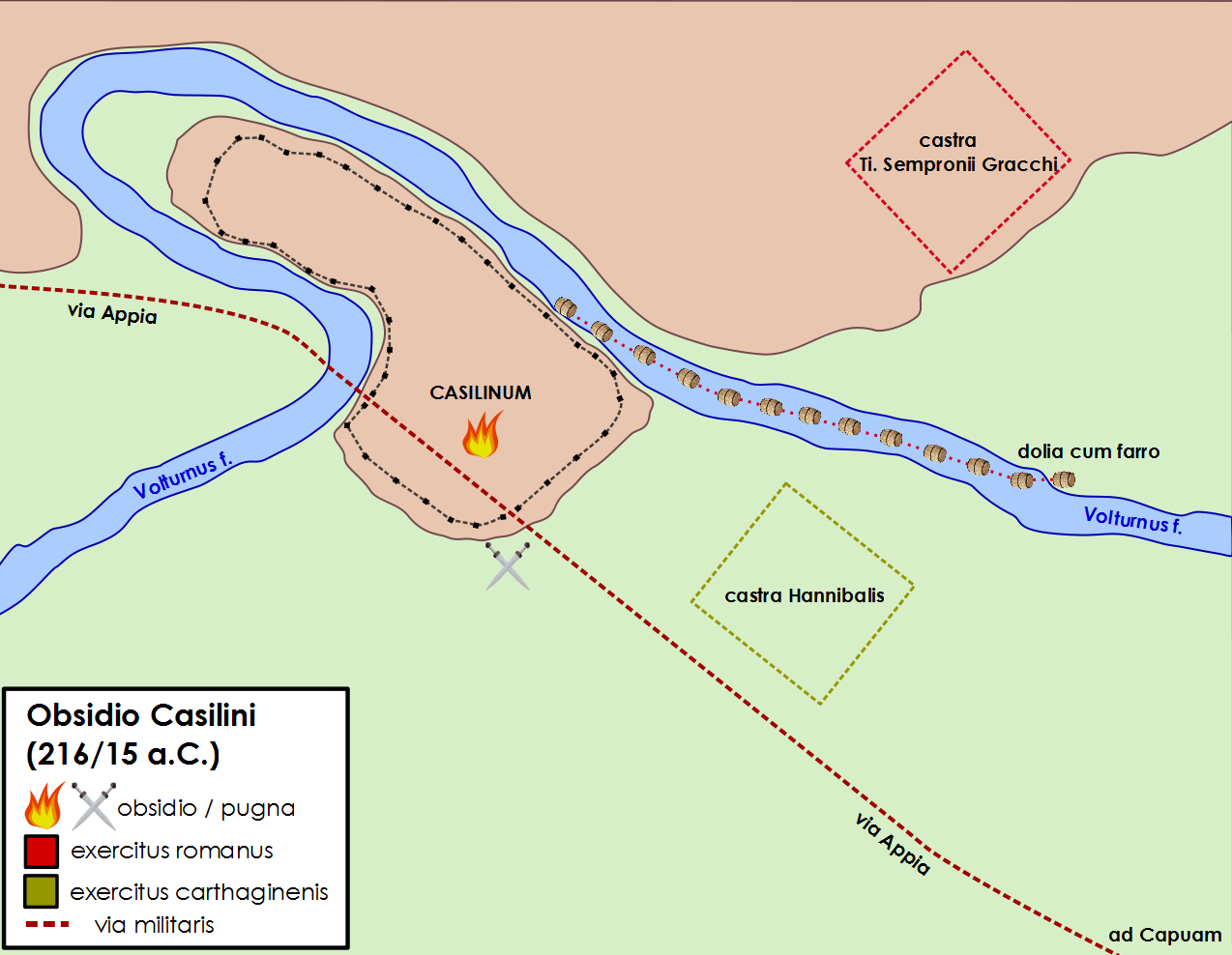
Hannibal belegert het Romeinse Casilinum (261-215 v.Chr.)

Casilinum was een Romeinse stad en stond op een plek die behoort tot de moderne Italiaanse stad Capua in de provincie Caserta, Campanië. Capua in de Oudheid bevond zich ten zuidoosten van het moderne Capua, op een afstand van 19 stadia.
Casilinum lag in de bocht van de rivier Volturnus, wat de verdediging ervan goed uitkwam. Casilinum bevond zich op de linker oever. In Casilinum was er een brug die de Via Appia in Capua verbond met de Via Latina naar Rome in het noorden. 

## Historiek
Voor de Romeinse Tijd was Casilinum een dorpje dat afhing van Capua, een Etruskische en later een Samnitische vesting. Voor het Romeinse leger was Casilinum van strategisch belang om troepen tussen Rome en Capua te transporteren. 
Tijdens de Tweede Punische Oorlog (3e eeuw v.Chr.) bevond Hannibal zich met zijn Carthaags leger in Zuid-Italië. Hij wilde oprukken naar Rome, meer bepaald naar Cassinum ten zuiden van Rome, zoals Titus Livius verhaalde in zijn Ab Urbe Condita. De gids verstond slecht de Latijnse uitspraak van de Carthagers en bracht hen niet naar Cassinum maar naar Casilinum verder weg van Rome. Toen Hannibal ontzet vaststelde dat hij in de verkeerde vallei stond, liet hij de gids kruisigen. Hij veroverde Casilinum in 215 v.Chr. na een belegering (216 v.Chr.). De troepen van consul Tiberius Sempronius Gracchus bestonden uit soldaten uit Palestrina en Perugia. Ze moesten de stad overgeven; Hannibal eiste een buit in goud. Een jaar later heroverden de Romeinen Casilinum. Dit had zijn belang bij de belegering van het nabije Capua, dat de kant van Hannibal had gekozen. 
Nadien werd Casilinum rechtstreeks vanuit Rome bestuurd als een praefectura. Het waren de Romeinen die Casilinum uitbreiden naar de rechteroever van de Volturnus. 
Tegen de tijd van de regering van keizer Vespasianus (1e eeuw) was Casilinum opgeslorpt in de expanderende stad Capua. Plinius de Oudere sprak over Casilinum niet meer als een stad maar als reliquiae (rest). Wat ooit een strategisch belang had aan de Via Appia en de rivier Volturnus, was onbelangrijk geworden voor Rome.